# Yoshinori Futara
Yoshinori Futara (二荒 芳徳, Futara Yoshinori), né le 26 octobre 1886 et mort le 21 avril 1967, est une personnalité de l'Agence impériale et avec Michiharu Mishima le cofondateur des boy scouts du Japon. Shimpei Gotō est choisi par ces derniers pour diriger le mouvement.

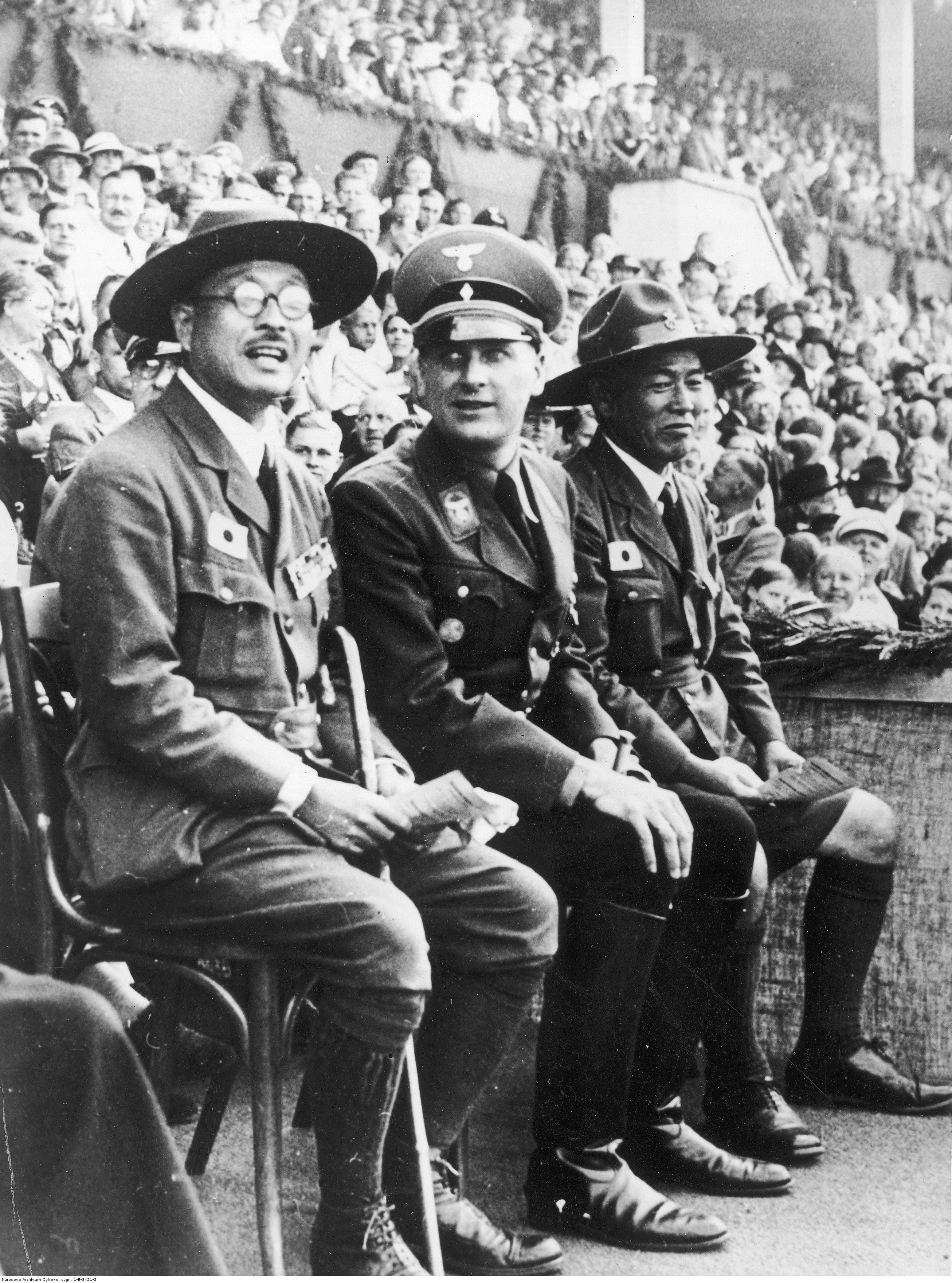
Le cofondateur des scouts japonais, Yoshinori Futara, et Baldur von Schirach à un rassemblement des Jeunesses hitlériennes à Brême, en 1937.

Il est élevé au titre de comte le 22 novembre 1909. Il est le premier Japonais à devenir membre de l'Organisation mondiale du mouvement scout, entre 1931 et 1939. Une délégation scoute menée par Yoshinori Futara se rend en Allemagne nazie en 1937. Une photographie du 15 octobre existe avec Futara et Baldur von Schirach assistant à des jeux de combat des Jeunesses hitlériennes, l'organisation de jeunesse masculine du NSDAP.